# Abrakadabra
Abrakadabra es una película coproducida entre México, Argentina y Nueva Zelanda filmada en colores, dirigida por Luciano Onetti y Nicolás Onetti sobre su propio guion escrito en colaboración con Carlos Goitia que se estrenó el 9 de mayo de 2019, además de tener una premiere en el año 2018 y que tuvo como actores principales a Germán Baudino, María Eugenia Rigón, Gustavo Dalessanro y Clara Kovacic.
Es una película que encuadra en el giallo, un género netamente italiano que uniendo el policial con el horror utiliza grandes dosis de sangre, en otros filmes como Sonno Profondo (2013) y Francesca (2015).

## Sinopsis
Treinta y cinco años después de que un prestigioso mago falleciera por accidente durante un arriesgado número de magia, su hijo Lorenzo, que es también mago, presenta su espectáculo en uno de los teatros más importantes de la ciudad y comienzan a sucederse en esta película, ambientada en la ciudad de Turín a comienzos de la década de 1980, asesinatos en los que aparece involucrado y lo convierten en sospechoso, obligándolo a participar en su esclarecimiento.

## Reparto
Participaron del filme los siguientes intérpretes:
- Germán Baudino...	Lorenzo Manzini
- María Eugenia Rigon...	Antonella
- Gustavo Dalessanro...	Detective
- Clara Kovacic...Espectadora
- Ivi Brickell...Bailarina
- Raúl Gederlini...Dante Mancini
- Pablo Vilela...Fabrizio
- Abel Giannoni...	Gennaro Bernardi
- Alejandro Troman...Gennaro joven
- Luz Champané...Carlotta Leone
- Lucía Galizio...	Carlotta joven
- Camilo Levigne...Lorenzo joven
- Claudio Rusiecky...Agente Caruso
- Ismael Andrada...Bellini
- Yanina Lojo...Bibliotecaria
- Sandra Navarrete...	Enfermera
- Lila Goitia	...Niño escena 1
- Chavela Morales...Niña escena 2
- Juan Bautista Massolo...Perito
- Juan María Onetti...Fotógrafo
- Francisco Lacelli	...Agente de policía
- Martín Sánchez..	Barista
- Victoria Saavedra
- Fernando Marcilese...	Jugador de póker 1
- Miguel López…Jugador de póker 2
- José Luis Rodríguez...Novio de Bellini
- Belén Díaz…Bailarina árabe
- Yamila Embil…Niña en la calle
- Juana Cachenaut...Niña en la calle2
- Dora Seixo…Espectadora
- Idiel Idiaquez...Espectador
- Melanie Málaga...Espectadora
- Sofía Garay...Espectadora
- Samuel Vilela...Espectador
- Claudio Vilela...Espectador
- Martín Canalicchio...Espectador
- Lorien Pabese...Espectadora
- Mariana Fittipaldi...Espectadora
- Cristina Tolosa...Espectadora
- Florencia Germondari...Espectadora
- Juan Gil...Espectador
- Ludmila Chiooi...Espectadora
- Nicolás Onetti...Hombre en el bar
- Pablo Guisa Koestinger …Mago (foto fija)

## Comentarios
María Fernanda Mugica en La Nación escribió:

”Los directores demuestran en el film un conocimiento profundo de este género italiano. Desde los planos elegidos, la iluminación, el vestuario y el maquillaje hasta los diálogos en italiano, todos los elementos apuntan a una prolija recreación de sus formas y tópicos. La película resulta entretenida y con una estética atractiva, pero queda la curiosidad de lo que los realizadores podrían haber logrado si hubieran experimentado con los límites del género.

Alexis Puig en Infobae opinó:

Luciano y Nicolás Onetti ya habían incursionado en el giallo…En esta oportunidad, agregan a la experiencia de tensión y sordidez, una estética setentosa, bien visible desde la dirección de arte, la fotografía y los encuadres, logrando una atmósfera cautivante y efectiva.… que recrea a la perfección todos los clichés del subgénero: colores saturados, sonidos chirriantes, un asesino que no se deja ver, crímenes súper elaborados, zooms imposibles, pantallas divididas, efectos ópticos, banda de sonido heredera de Goblin y una resolución rebuscada y retorcida. La transformación de una ciudad argentina en un decorado europeo, sumado al doblaje en italiano, hacen del visionado del filme una experiencia surrealista e hipnótica. Un viaje en el tiempo a la época del cine de barrio en continuado y las trasnoches macabras.

## Premios y nominaciones
En el Festival de Cine de Horror 'Fright Nights' 2019 el filme fue nominado al Premio a la Mejor Película y en el Festival de Cine Molins 2018 fue nominado al Premio de la Audiencia Ser Diferente.